# Grindpaal
Een grindpaal is een boring in de bodem tot een grotere diepte, door een waterdichte grondlaag heen, zodat het water naar een dieper gelegen laag in de bodem kan infiltreren, waardoor wordt voorkomen dat de bovenste laag verzadigd raakt met water.

## Constructie
Er wordt een geperforeerde buis ingebracht, en om de buis wordt fijn filtergrind aangebracht. Hiermee wordt de drainage van waterdichte grondlagen verbeterd, zodat grondwater afgevoerd kan worden in gebieden met een voor water ondoorlatende laag.